# Faetonte
Faetonte (português europeu) ou Fáeton (português brasileiro), na mitologia grega, era o filho de Hélio e da ninfa Clímene.
Nos primeiros Jogos Ístmicos, celebrados em Éfira (Corinto) pelos deuses Posidão e Hélio, Faetonte foi o vencedor da corrida de bigas.
Hélio prometeu a Faetonte que daria a seu filho o que quer que este desejasse.
Um dia, desafiado por Épafo, pediu a seu pai as rédeas do carro do Sol. Hélio inicialmente recusou, mas acabou por ceder, dando-lhe a indicação de que rota deveria seguir. No entanto, Faetonte não conseguiu manter essa rota, ora subindo demasiado e provocando oscilações nos astros, ora descendo e arriscando-se a provocar destruição na terra. A fim de prevenir um desastre Zeus viu-se obrigado a fulminá-lo com um raio e Faetonte precipitou-se sobre o rio Erídano (identificado por Políbio como o rio Pó, no norte da Itália).
As Helíades, irmãs de Faetonte, assim como o seu amigo Cicno, rei da Ligúria, choraram a sua morte de forma que os deuses decidiram transformar as Helíades em choupos e as suas lágrimas em grãos de âmbar, e Cicno num cisne eternamente a errar nas margens do Erídano.
Os gregos antigos chamavam Faetonte ao planeta a que hoje chamamos Júpiter.